# 40. Golden Globe-gála
Az 40. Golden Globe-gálára 1983. január 29-én, vasárnap került sor, az 1982-ben mozikba, vagy képernyőkre került amerikai filmeket, illetve televíziós sorozatokat díjazó rendezvényt a kaliforniai Beverly Hillsben, a Beverly Hilton Hotelben tartották meg.
A 40. Golden Globe-gálán Laurence Olivier vehette át a Cecil B. DeMille-életműdíjat.

## Filmes díjak
A nyertesek félkövérrel jelölve.
| Legjobb filmes díjak | Legjobb filmes díjak |
| Legjobb filmdráma | Legjobb vígjáték vagy zenés film |
| --- | --- |
| - E.T., a földönkívüli - Eltűntnek nyilvánítva - Garni-zóna - Sophie választása - Az ítélet | - Aranyoskám - A legjobb bordélyház Texasban - Az étkezde - Legkedvesebb évem - Viktor, Viktória |
| Legjobb filmes alakítások (filmdráma) | |
| Színész | Színésznő |
| - Ben Kingsley – Gandhi - Albert Finney – Válás előtt - Richard Gere – Garni-zóna - Jack Lemmon – Eltűntnek nyilvánitva - Paul Newman – Az ítélet                                                    | - Meryl Streep – Sophie választása - Diane Keaton – Válás előtt - Jessica Lange – Frances - Sissy Spacek – Eltűntnek nyilvánítva - Debra Winger – Garni-zóna                                                  |
| Legjobb filmes alakítások (vígjáték vagy zenés film) | |
| Színész | Színésznő |
| - Dustin Hoffman – Aranyoskám - Peter O’Toole – Legkedvesebb évem - Al Pacino – Szerző! Szerző! - Robert Preston – Viktor, Viktória - Henry Winkler – Éjszakai szolgálat                             | - Julie Andrews – Viktor, Viktória - Carol Burnett – Annie - Sally Field – Kiss Me Goodbye - Goldie Hawn – Házasodjunk, vagy tán mégse? - Dolly Parton – A legjobb bordélyház Texasban - Aileen Quinn – Annie |
| Legjobb mellékszereplők (filmdráma, vígjáték vagy zenés film) | |
| Színész | Színésznő |
| - Louis Gossett, Jr. – Garni-zóna - Raul Julia – Vihar - David Keith – Garni-zóna - James Mason – Az ítélet - Jim Metzler – Tex                                                                      | - Jessica Lange – Aranyoskám - Cher – Jöjj vissza, Jimmy Dean - Lainie Kazan – Legkedvesebb évem - Lesley Ann Warren – Viktor, Viktória - Kim Stanley – Frances                                               |
| Az év felfedezettje | |
| Színész | Színésznő |
| - Ben Kingsley – Gandhi - David Keith – Garni-zóna - Kevin Kline – Sophie választása - Eddie Murphy – 48 óra - Henry Thomas – E.T., a földönkívüli                                                   | - Sandahl Bergman – Conan, a barbár - Lisa Blount – Garni-zóna - Katherine Healy – Hat hét - Amy Madigan – Szerelemgyerek - Aileen Quinn – Annie - Molly Ringwald – Vihar                                     |
| Egyéb | |
| Legjobb rendező | Legjobb forgatókönyv |
| - Richard Attenborough – Gandhi - Costa-Gavras – Eltűntnek nyilvánítva - Sidney Lumet – Az ítélet - Sydney Pollack – Aranyoskám - Steven Spielberg – E.T., a földönkívüli                            | - John Briley – Gandhi - Melissa Mathison – E.T., a földönkívüli - Costa-Gavras, Donald Stewart – Eltűntnek nyilvánítva - Larry Gelbart, Murray Schisgal – Aranyoskám - David Mamet – Az ítélet               |
| Legjobb eredeti filmzene | Legjobb eredeti filmbetétdal |
| - John Williams – E.T., a földönkívüli - Vangelis – Szárnyas fejvadász - Giorgio Moroder – Párducemberek - Dudley Moore – Hat hét - Henry Mancini – Viktor, Viktória                                 | - „Up Where We Belong” – Garni-zóna - „Cat People (Putting Out Fire)” – Párducemberek - „Making Love” – Making Love - „Eye of the Tiger” – Rocky III - „If We Were In Love” – Mondj igent Giorgionak!         |
| Legjobb idegen nyelvű film | |
| - Gandhi – Egyesült Királyság/India - Fitzcarraldo – Nyugat-Németország - A vadon törvénye – Ausztrália - A tűz háborúja – Kanada/Franciaország - Traviata – Olaszország - Az út – Svájc/Törökország | |

## Televíziós díjak
A nyertesek félkövérrel jelölve.
| Legjobb televíziós sorozatok | Legjobb televíziós sorozatok |
| Filmdráma | Vígjáték vagy zenés film |
| --- | --- |
| - Zsarublues - Dallas - Dinasztia - Hart to Hart - Magnum | - Fame - Cheers - Love, Sidney - MASH - Taxi |
| Minisorozat vagy tévéfilm | |
| - Utolsó látogatás - Eleanor, First Lady of the World - Idegenekre bízva - Két fél egy egész - A Woman Called Golda                                                        | |
| Legjobb alakítás televíziós sorozatban (filmdráma) | |
| Színész | Színésznő |
| - John Forsythe – Dinasztia - Larry Hagman – Dallas - Tom Selleck – Magnum - Daniel J. Travanti – Zsarublues - Robert Wagner – Hart to Hart                                | - Joan Collins – Dinasztia - Linda Evans – Dinasztia - Stefanie Powers – Hart to Hart - Victoria Principal – Dallas - Jane Wyman – Falcon Crest |
| Legjobb alakítás televíziós sorozatban (vígjáték vagy zenés film) | |
| Színész | Színésznő |
| - Alan Alda – MASH - Robert Guillaume – Benson - Judd Hirsch – Taxi - Bob Newhart – Newhart - Tony Randall – Love, Sidney                                                  | - Debbie Allen – Fame - Eileen Brennan – Private Benjamin - Nell Carter – Gimme a Break! - Bonnie Franklin – One Day at a Time - Rita Moreno – 9 to 5 - Isabel Sanford – The Jeffersons                                                                      |
| Legjobb alakítás minisorozatban vagy tévéfilmben | |
| Színész | Színésznő |
| - Anthony Andrews – Utolsó látogatás - Philip Anglim – The Elephant Man - Robby Benson – Két fél egy egész - Jeremy Irons – Utolsó látogatás - Sam Waterston – Oppenheimer | - Ingrid Bergman – A Woman Called Golda - Carol Burnett – Life of the Party: The Story of Beatrice - Lucy Gutteridge – Little Gloria... Happy at Last - Ann Jillian – Mae West - Lee Remick – The Letter - Jean Stapleton – Eleanor, First Lady of the World |
| Legjobb mellékszereplő televíziós sorozatban, minisorozatban vagy tévéfilmben                                                                                              | |
| Mellékszereplő színész | Mellékszereplő színésznő |
| - Lionel Stander – Hart to Hart - Once Day at a Time – Pat Harrington, Jr. - John Hillerman – Magnum - Lorenzo Lamas – Falcon Crest - Anson Williams – Happy Days          | - Shelley Long – Cheers - Valerie Bertinelli – Once Day at a Time - Marilu Henner – Taxi - Beth Howland – Alice - Carol Kane – Taxi - Loretta Swit – MASH |

## Különdíjak

### Cecil B. DeMille-életműdíj
A Cecil B. DeMille-életműdíjat Laurence Olivier vehette át.

### Miss/Mr.Golden Globe
- Lori Leonelli
- Rhonda Shear[3]

## Fordítás
Ez a szócikk részben vagy egészben  a(z)   40th Golden Globe Awards című angol Wikipédia-szócikk fordításán alapul.  Az eredeti cikk szerkesztőit annak laptörténete sorolja fel. Ez a jelzés csupán a megfogalmazás eredetét és a szerzői jogokat jelzi, nem szolgál a cikkben szereplő információk forrásmegjelöléseként.